# New Slang
New Slang är en sång av The Shins som släpptes som 7"-singel år 2001. Låten blev känd efter ha varit med på soundtracket till filmen Garden State. Låten har även använts i tv-reklam för McDonald's och spelats i ett avsnitt från den första säsongen av tv-serien Scrubs.
Skådespelaren Zach Braff är den som har gjort New Slang (och The Shins) kända för den stora massan; det var han som övertalade producenterna att använda låten i Scrubs, och som manusförfattare och regissör för Garden State var det han som beslutade att Natalie Portman skulle gilla just The Shins.
Låten kommer från albumet Oh, Inverted World.

## Låtlista på singeln
1. "New Slang"
2. "Sphagnum Esplanade"